# Barri de l'Erm (Manlleu)
El Barri de l'Erm és un barri del municipi de Manlleu, a la comarca d'Osona, província de Barcelona, a Catalunya. Te una població de 6.300 habitants de les que el 55% són d'origen estranger. Cal destacar també que es el barri amb mes habitants de tot Manlleu.
Es troba en el quadrant nord-est del nucli urbà entre l'Avinguda de Roma i el Passeig de Sant Joan. El seu nucli principal el constitueixen els blocs d'edificis anomenats Pisos de Can Garcia i Pisos de Can Mateu. El "Projecte d'Intervenció Integral del Barri de l’Erm de Manlleu” inclou també als anomenats Pisos de Can Casas situats a l'esquerra del Passeig de Sant Joan.

## Història
El barri va sorgir a principis de la dècada de 1960 quan es van construir els blocs citats a fi de proporcionar habitatge a la gran massa de treballadors immigrants, especialment d'Andalusia, que havien arribat a la ciutat, encara que van ser ocupats també, si bé en menor proporció, per persones originàries del mateix municipi. El barri va prendre el seu nom de la masia de l'Erm que existia al costat de la carretera de Torelló.
A principis de la dècada de 1970 es va edificar i va consagrar l'església de Sant Pau, que comptava amb un camp de futbol (actualment transformat en parc municipal) en el qual jugava un equip local que portava el nom de la parròquia. Per la mateixa època va començar a funcionar el col·legi nacional "Francisco Franco" (actualment Escola Pública Puig-Agut).
A principis dels anys 1980 es van asfaltar els carrers del barri i es va construir el mercat municipal en el solar entre el col·legi públic i la Avinguda de Roma. Des del 1993 els carrers del barri acullen el mercat setmanal dels dissabtes.
La crisi dels anys 1980 va repercutir notablement en el barri que va sofrir problemes socials que li van donar mala fama. En aquesta època el barri va arribar a ser conegut amb el nom despectiu de "El Vietnam".
A partir de finals dels anys 1990 el barri va començar a albergar a immigrants d'origen marroquí que en l'actualitat han arribat a ser majoritaris. La plaça de Sant Antoni de Pàdua alberga avui (2022) únicament establiments regentats per persones d'origen marroquí, retolats en àrab i català, entre els quals hi ha una mesquita.
A principis del s. XXI es va inaugurar el Casal Frederica Montseny. El Projecte Barri de l’Erm (Projecte d'Intervenció Integral del Barri de l’Erm de Manlleu), en el marc de la “Llei de Barris” de la Generalitat de Catalunya, va ser aprovada l'any 2004, i entre el 2004 i el 2015, es va fer una profunda remodelació urbanística que inclou el nou disseny del mercat municipal, el nou disseny del parc principal del barri, o la mes important: la demolició dels Pisos de Can Garcia. Finalment, el juliol del 2021, es va acabar després molts anys la demolició dels pisos Can Garcia. Això va convertir als Pisos de Can Mateu, els mes importants del barri.
Actualment el 55% de la població del barri de l'Erm són d'origen estranger, mentre que la població total del barri té aproximadament unes 6.300 persones. També el barri s'ha guanyat la fama de ser una zona amb una delinqüència alta.